# Noyau solaire

Diagramme représentant le Soleil et ses différentes couches :
.

Le noyau solaire est la partie centrale du Soleil, qui s'étend du centre jusqu'à environ 20 à 25 % du rayon solaire et constitue approximativement 10 % de sa masse. Sa température s'approche de 15 000 000 K, ce qui est la température la plus élevée du Système solaire. Cette haute température est causée par la fusion nucléaire de l'hydrogène, qui a pour effet la création subséquente d'hélium et la libération de lumière visible à la surface. 
Le cœur est constitué de gaz chauds et denses dans un état plasmique. Le noyau, du centre jusqu'à 0,24 rayon solaire, génère environ 99 % de la puissance de fusion du Soleil.

## Caractéristiques physiques

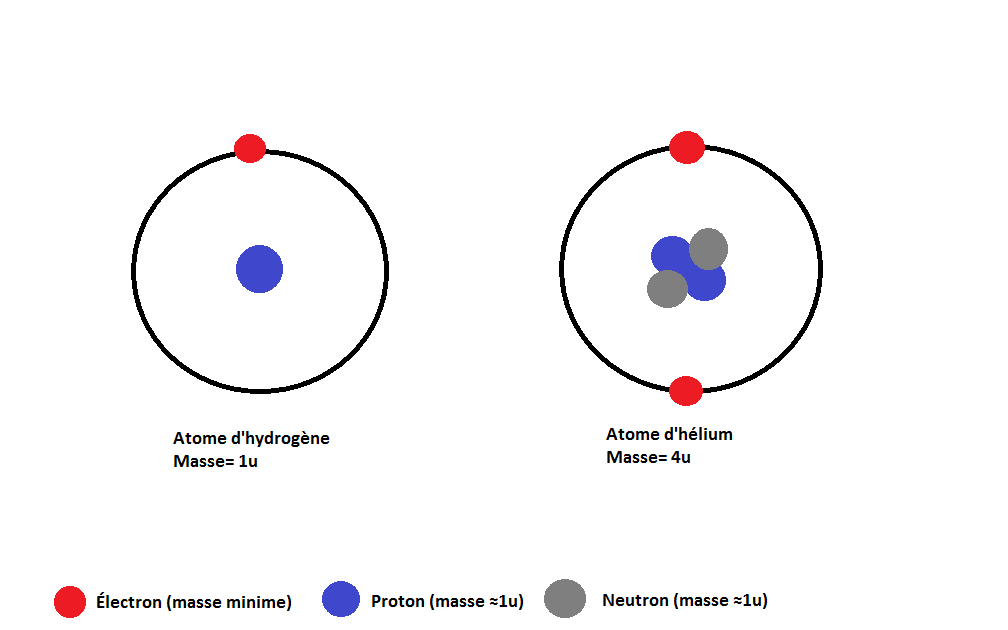
Comparaison des atomes d'hydrogène et d'hélium.

La température au centre du Soleil atteindrait environ 15 000 000 K (pour comparaison, la surface atteint environ 6 000 K). La masse du noyau représente environ 10 % de la masse solaire (M⊙), sa masse volumique s'élevant à 150 g/cm3, soit environ 150 fois celle de l'eau.
Contrairement au reste de l'étoile, le noyau est principalement composé d'hélium. De fait, ce dernier constitue environ 64 % de sa masse totale,, alors que l'hydrogène, qui est abondant en surface et constitue environ 70 % de la masse des couches externes, ne constitue qu'environ 34 % de la masse du noyau. Les 2 % massiques restant sont constitués, entre autres, de carbone, d'azote et d'oxygène, qui interviennent dans le cycle carbone-azote-oxygène (CNO). 

## Réactions nucléaires
La majorité de l'énergie émise par le Soleil provient du noyau. En effet, des réactions de fusion nucléaire y transforment, chaque seconde, 632,6 millions de tonnes d'hydrogène, en 628,3 millions de tonnes d'hélium. La différence (environ 4,3 × 109 kg) provient de l'énergie de liaison ainsi libérée et est convertie en énergie (environ 3,9 × 1026 joules), selon l'équation E = m c2, une infime fraction étant transformée en neutrinos.

### Chaîne proton-proton

Mécanisme de la chaîne proton-proton.

La réaction de fusion nucléaire nécessitant le moins d'énergie, et de ce fait la plus facile, est la chaîne proton-proton. Elle se produit aux environs de 15 000 000 K, température à laquelle les électrons sont détachés des noyaux et où la force nucléaire forte peut être supérieure à la force de répulsion électromagnétique de ces noyaux . L'énergie libérée par la fusion de quatre atomes d'hydrogène est de 26,7 millions d'électrons-volts (MeV). Ce type de fusion nucléaire se produit en trois étapes,, :
{\displaystyle \left\{{\begin{aligned}&&{}^{1}\!H+^{1}\!H&\rightarrow {}^{2}\!D+e^{+}+v\\{\text{puis}}&&{}^{2}\!D+{}^{1}\!H&\rightarrow {}^{3}\!He+\gamma \\{\text{puis}}&&{}^{3}\!He+{}^{3}\!He&\rightarrow {}^{4}\!He+{}^{1}\!H+{}^{1}\!H\\\end{aligned}}\right.}
Cette séquence est la principale voie de la chaîne proton-proton (PP1), majoritaire à 69 %. Deux autres voies de réaction dans la chaîne proton-proton (PP2 et PP3) sont possibles, qui représentent 31 % et 0,3 % des réactions.

### Cycle Carbone-Azote-Oxygène (CNO)

Mécanisme de la chaîne carbone-azote-oxygène.

Le cycle carbone-azote-oxygène (CNO) est la principale source d'énergie des étoiles ayant une masse de  1,5 M⊙. Il produit moins de 10 % de l'énergie totale émise par le Soleil. Dans cette chaîne complexe, quatre atomes d'hydrogène sont convertis en un atome d'hélium, alors qu'une fraction de la masse est transformée en énergie. Le cycle CNO nécessite une température d'au moins 20 millions de kelvin pour obtenir un rendement significatif.
{\displaystyle \left\{{\begin{aligned}&&{}^{12}\!C+{}^{1}\!H&\rightarrow {}^{13}\!N+\gamma \\{\text{puis}}&&{}^{13}\!N&\rightarrow {}^{13}\!C+e^{+}+\nu \\{\text{puis}}&&{}^{13}\!C+{}^{1}\!H&\rightarrow {}^{14}\!N+\gamma \\{\text{puis}}&&{}^{14}\!N+{}^{1}\!H&\rightarrow {}^{15}\!O+\gamma \\{\text{puis}}&&{}^{15}\!O&\rightarrow {}^{15}\!N+e^{+}+\nu \\{\text{puis}}&&{}^{15}\!N+{}^{1}\!H&\rightarrow {}^{12}\!C+{}^{4}\!He+\gamma \\\end{aligned}}\right.}

## Transfert d'énergie

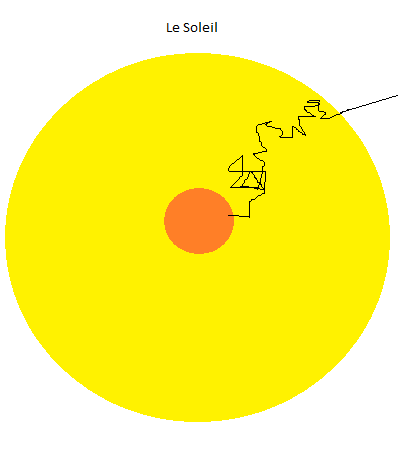
Schéma du trajet d'un photon dans le Soleil.

Le transfert d'énergie provenant du noyau solaire consiste au déplacement des photons à hautes énergie, soit en rayons gamma, du noyau vers les couches externes du Soleil, jusqu'à quitter celui-ci. En effet, lorsqu'un photon provenant de l'une des réactions nucléaires est produit, celui-ci est absorbé par l'un des atomes, pour être ensuite émis par cet atome. Le photon qui parvient à la Terre n'est donc pas celui provenant directement de l'activité solaire. Lorsque le photon passe dans la zone radiative, son énergie diminue grandement, en raison des multiples collisions dans cette zone, et devient du rayonnement X et ultraviolet. Par la suite, le rayonnement passe à travers la zone de convection et, finalement, au-delà de la photosphère. Ce trajet, du noyau à la surface du Soleil, dure entre 10 000 et 170 000 ans, tandis que de la surface du Soleil à la Terre, le temps n'est que d'environ huit minutes,,.

## Équilibre hydrostatique
L'activité du noyau solaire permet de maintenir le Soleil en équilibre hydrostatique, ce qui le rend stable en taille et en température. En effet, au sein des étoiles de la séquence principale du diagramme de Hertzsprung-Russell, telles que le Soleil, un équilibre est maintenu entre la force exercée vers le centre de l'étoile par la gravité et les pressions radiative et thermique résultant des réactions de fusion nucléaire se produisant au cœur de l'étoile.
Le taux de réactions nucléaires est très sensible aux variations de température. Ainsi, si la température de l'étoile augmente légèrement, le taux de fusion nucléaire augmente drastiquement et, à l'inverse, si la température diminue légèrement, le taux de fusion diminue de façon très rapide. Si le taux de réactions nucléaires diminue, la gravité compresse le noyau. Alors, la température augmente et cette augmentation entraîne une hausse du taux de fusion nucléaire. Le rayon du noyau conserve donc une valeur sensiblement constante.